# فرودگاه هامرفست
فرودگاه هامرفست (به انگلیسی: Hammerfest Airport) یک فرودگاه همگانی با کد یاتا HFT است که یک باند فرود آسفالت دارد و طول باند آن ۸۹۰/۸۶۶ متر است. این فرودگاه در کشور نروژ قرار دارد و در ارتفاع ۷۸٫۹ متری از سطح دریا واقع شده‌است.